# Fabrizio Ravanelli
Pour les articles homonymes, voir Ravanelli.
Fabrizio Ravanelli, né le 11 décembre 1968 à Pérouse (Italie), est un footballeur international italien reconverti entraîneur. Depuis 2024, il occupe la fonction de conseiller institutionnel et sportif à l'Olympique de Marseille.
Surnommé « Penna Bianca » (plume blanche), il joue au poste d'avant-centre du milieu des années 1980 au milieu des années 2000 et est particulièrement prolifique avec plus de 200 buts marqués. Il obtient son diplôme d'entraîneur en 2008[réf. nécessaire].

## Biographie

### Jeunesse et formation
Depuis son plus jeune âge, Ravanelli pense davantage au football qu'à l'école. Son père est supporter de Pérouse et l'emmènent souvent, lui le tifoso de la Juventus. Fabrizio fait son apprentissage au club local, l'Associazione Calcistica Pérouse Calcio.

#### Carrière de joueur

##### Carrière en club

###### Débuts de carrière
Ravanelli commence sa carrière en 1986 dans le club de sa ville natale, Perugia. Durant cette période, le club accède à la Série C1 en 1988, Ravanelli inscrit 23 buts. Il reste encore une saison avec Pérugia en Série C1 avant de rejoindre Avellino, malheureusement l'expérience tourne court et Ravanelli retourne en Série C1 avec Casertana où il retrouve le chemin des filets.

###### AC Reggiana (1990-1992)
Après cette bonne fin de saison, il rejoint la Reggiana et y passe deux saisons de bon niveau bien que peu prolifiques en buts. Ces deux bonnes saisons le font repérer par la Juve.

###### Juventus FC (1992-1996)
À l'été 1992, Fabrizio Ravanelli signe à la Juventus. « C'était l'aboutissement de mon rêve de gosse. J'ai débarqué là-bas avec les yeux écarquillés. (...) Je côtoyais des joueurs ou d'anciens joueurs dont le nom me faisait rêver : je touchais le ciel du doigt ».
À Turin, Ravanelli prend une dimension internationale et signe quelques exploits retentissants. Il travaille dur et les surnoms issus de son jeu dépourvu de poésie s’estompe pour lui donner un habit de leader. Souvent utilisé par Giovanni Trapattoni, il gagne son premier grand trophée, la Coupe UEFA 1992-1993 face au Borussia Dortmund. Il acquiert sa place de titulaire l'année suivante qui n'est pas d'un excellent niveau, aucun titre collectif et seulement neuf buts en championnat à titre personnel.
La saison 1994-1995 est celle de sa consécration. Il réalise le doublé Coupe-Championnat d'Italie, inscrit les cinq buts de son équipe en C3 contre le PFC CSKA Sofia (la Juve perdra en finale contre Parme), et une autre réalisation décisive dans la course au titre contre le SSC Naples. Ravanelli inscrit quinze buts et est appelé en sélection nationale par Arrigo Sacchi.
Un an plus tard, en finale de la Ligue des champions 1995-1996 face à l'Ajax Amsterdam, alors qu'il revient de blessure, Ravanelli ouvre le score en profitant d'une mauvaise sortie du gardien Edwin van der Sar, d'un tir complètement excentré le long de la ligne de but (victoire 1-1 tab 4-2). Quelques jours plus tard, la Juventus le met sur la liste des transferts. Fabrizio le ressent comme une trahison de la part de son club de cœur : « j'étais vexé, humilié. Je ne comprenais pas qu'un joueur comme moi (...) soit traité de la sorte. La Juve m'a manqué de respect ».

###### Middlesbrough FC (1996-1997)
Amer, Ravanelli fait ses valises pour le Nord de l’Angleterre à l'été 1996, direction le Middlesbrough FC. « Je suis allé là-bas sans rien savoir du club, de ses structures. J'ai commis une grave erreur ». Avec Boro, il inscrit néanmoins 31 buts toutes compétitions confondues mais ne peut éviter les deux défaites en finale de Coupe et surtout la relégation du club. Cible régulière des médias, Ravanelli se renferme dans un mutisme et perd goût au ballon : « Aller m'entraîner était devenu une corvée. J'étais au bord de la déprime ».
Durant cette saison, Ravanelli critique les méthodes d'entraînement de son club et se fait envoyer un programme d'entraînement par le préparateur physique de la Juventus. Bénéficiant d'un contrat portant jusque 2000 et payé 7 millions de francs par saison, il souhaite cependant rapidement quitter son club. Il coupe les ponts fin août 1997 et obtient le droit d'aller se ressourcer dans son pays. On parle de prêt mais Middlesbrough veut le vendre. L'AC Milan, le Borussia Dortmund, l'Atlético de Madrid sont candidats.

###### Olympique de Marseille (1997-2000)
C'est l'Olympique de Marseille qui enlève l'affaire pour 48 MF et un contrat de quatre ans à 500 000 francs net de salaire par mois. Il déclare : « Je voulais un club prestigieux et ambitieux, je l'ai ». Le 29 septembre 1997, Ravanelli est présenté. Il portera le numéro 11, son chiffre fétiche. Pour la venue de Toulouse au stade Vélodrome cinq jours plus tard, le virage sud lui prépare un tifo personnalisé mais Fabrizio est souffrant et ne peut être aligné, il vient tout de même saluer les supporters. Ses débuts en Championnat de France, Ravanelli les fait à Rennes le 8 octobre, alors qu'il n'a pas joué depuis fin août. Durant la rencontre, il offre une passe décisive à Claude Makélélé avant de transformer un penalty en deux temps, après avoir demandé au capitaine Laurent Blanc de lui laisser le tirer : « je tenais à marquer pour mon premier match ». Au match suivant pour son premier match au Vélodrome, l'OM reçoit le leader Metz sous les yeux du sélectionneur italien Cesare Maldini, Ravanelli marque encore. En novembre, le club marseillais s'impose contre le Paris Saint-Germain au Parc des Princes après avoir notamment obtenu un pénalty à la suite d'une faute contestée sur Ravanelli.
Ce match a des conséquences sur le moral du joueur dont la réputation sera entachée à l’instar de Diego Maradona ou du rugbyman Gary Whetton.
Au mercato hivernal son transfert au Milan AC est évoqué mais ne se concrétise pas. Le club marseillais termine quatrième et se qualifie pour la Coupe de l'UEFA, ils iront jusqu'en finale, Ravanelli retrouve son premier trophée, et le perd à nouveau contre Parme. En championnat, Ravanelli est l'auteur de treize buts et Marseille manque de peu le titre. L'année d'après est moins brillante : Ravanelli est peu utilisé et marque beaucoup moins. En raison de l'état de santé de son père, il quitte à l'OM à contre cœur et retourne en Italie en signant à la Lazio Rome.

###### SS Lazio Rome (2000-2001)
C'est la Lazio Rome qui l'accueille pour son retour. Malheureusement, individuellement la saison n'est pas bonne et malgré le titre, Ravanelli ne signe que deux buts. La saison suivante est à l'image de la précédente et il retourne à nouveau en Angleterre.

###### Derby County (2001-2003)
Il arrive à Derby County, il y connait une nouvelle relégation et n'affiche que 9 buts à son compteur. L'année suivante, en seconde division anglaise, Ravanelli est peu utilisé, il ne parvient pas à retrouver son niveau de la Juve.

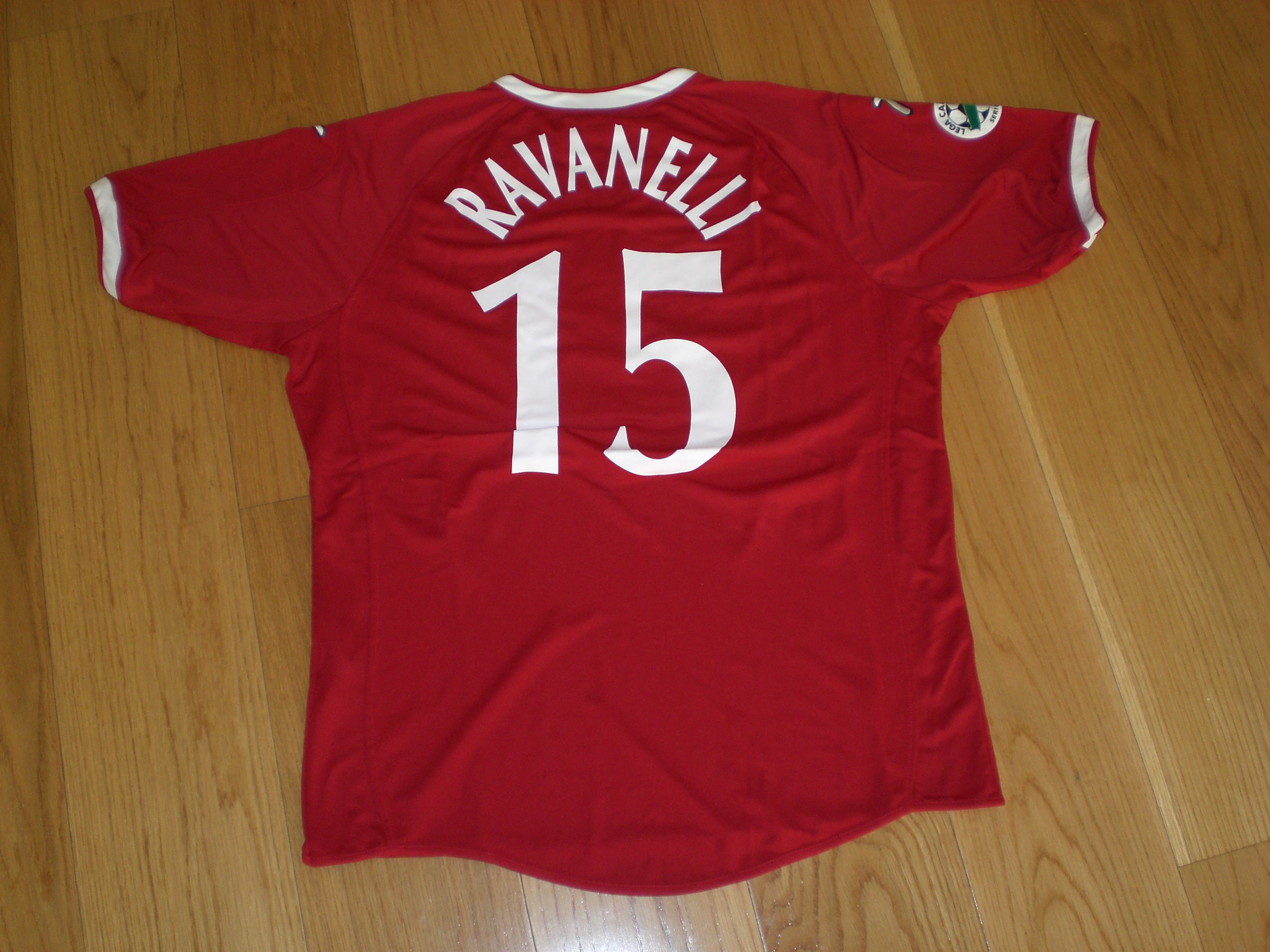
Maillot de Ravanelli lors de sa dernière saison.

###### Dundee FC (2003-2004)
Puis, il signe à Dundee FC mais le déclic ne se fait pas.

###### AC Pérouse (2004-2005)
Il retourne à son club natal de Pérouse où il retrouve la Coupe de l'UEFA mais Ravanelli connaît une nouvelle relégation et termine sa carrière en 2005.

##### Carrière internationale
Fabrizio Ravanelli fait ses débuts sous le maillot de l'équipe d'Italie de football le 25 mars 1995 à Salerne, face à l'Estonie, en inscrivant un des quatre buts de la victoire italienne. Arrigo Sacchi l'emmène à l'Euro 1996 mais le joueur n'y dispute que deux bouts de matchs : dix dernières minutes contre la Russie et les 58 premières contre la République tchèque ; et l'Italie est éliminée au premier tour. En éliminatoires de la Coupe du monde 1998, Ravanelli joue quatre rencontres dont trois comme titulaire. Auteur d'un doublé lors du premier face à la Moldavie, il marque également lors du second face à la Géorgie dans sa ville de Pérouse. Cesare Maldini le convoque dans son groupe pour le match aller des barrages en octobre 1997 face à la Russie.
Sélectionné par Cesare Maldini pour participer à la Coupe du monde 1998, il déclare forfait à la suite d'une broncho-pneumonie transmise par son fils de 3 ans et demi ; il est remplacé par Enrico Chiesa,. Il n'est ensuite plus sélectionné avec la Squadra Azzurra, restant sur 22 sélections pour 8 buts inscrits entre 1995 et 1998.

#### Carrière d'entraîneur

##### AC Ajaccio (2013)
L'AC Ajaccio annonce le 8 juin 2013 qu'il succède à Albert Emon au poste d'entraîneur de l'équipe,. Malgré une victoire contre Lyon à domicile (2-1),  le 2 novembre 2013, à la suite de nombreuses défaites en championnat, une préparation physique contestée (ses joueurs ne parviendront jamais à se remettre de sa préparation), l'équipe pointe à l'avant dernière place, il est limogé de son poste d'entraîneur par son président.

##### Arsenal Kiev (2018)
En juin 2018, Ravanelli est nommé entraîneur de l'Arsenal Kiev. Il quitte ses fonctions trois mois plus tard, faute de résultats satisfaisants.

#### Carrière de dirigeant

##### Conseiller institutionnel et sportif à l'Olympique de Marseille (2024-)
Le 8 juillet 2024, Fabrizio Ravanelli est de retour à l'Olympique de Marseille comme conseiller institutionnel et sportif. Son rôle est de représenter l'OM et son président, Pablo Longoria, "en interne et en externe, y compris auprès des instances nationales et internationales".
Il se réjouit de ce retour dans le club phocéen : "Revenir à l'OM, 25 ans plus tard, dans ce rôle de conseiller, constitue pour moi une véritable source de fierté et implique également une grande responsabilité. L'OM et ses supporters représentent assurément l'une des plus belles pages de ma carrière".

## Statistiques
| Saison         | Club                   | Pays           | Championnat    | Championnat | Championnat | Coupes d’Europe | Coupes d’Europe | Coupes d’Europe |
| Saison         | Club                   | Pays           | Série          | Matchs      | Buts        | Type            | Matchs          | Buts            |
| -------------- | ---------------------- | -------------- | -------------- | ----------- | ----------- | --------------- | --------------- | --------------- |
| 1986-1987      | Pérouse Calcio         | Italie         | C2             | 26          | 5           | -               | -               | -               |
| 1987-1988      | Pérouse Calcio         | Italie         | C2             | 32          | 23          | -               | -               | -               |
| 1988-1989      | Pérouse Calcio         | Italie         | C1             | 32          | 13          | -               | -               | -               |
| 1989-1990      | US Avellino            | Italie         | B              | 7           | 0           | -               | -               | -               |
| 1989-1990      | Casertana              | Italie         | C1             | 27          | 12          | -               | -               | -               |
| 1990-1991      | AC Reggiana            | Italie         | B              | 34          | 16          | -               | -               | -               |
| 1991-1992      | AC Reggiana            | Italie         | B              | 32          | 8           | -               | -               | -               |
| 1992-1993      | Juventus               | Italie         | A              | 22          | 5           | C3              | 8               | 3               |
| 1993-1994      | Juventus               | Italie         | A              | 30          | 9           | C3              | 6               | 3               |
| 1994-1995      | Juventus               | Italie         | A              | 33          | 15          | C3              | 11              | 9               |
| 1995-1996      | Juventus               | Italie         | A              | 26          | 12          | C1              | 7               | 5               |
| 1996-1997      | Middlesbrough          | Angleterre     | 1              | 33          | 16          | -               | -               | -               |
| 1997-1998      | Middlesbrough          | Angleterre     | 2              | 2           | 1           | -               | -               | -               |
| 1997-1998      | Olympique de Marseille | France         | 1              | 21          | 9           | -               | -               | -               |
| 1998-1999      | Olympique de Marseille | France         | 1              | 29          | 14          | C3              | 7               | 1               |
| 1999-2000      | Olympique de Marseille | France         | 1              | 14          | 6           | C1              | 7               | 1               |
| 1999-2000      | Lazio Rome             | Italie         | A              | 16          | 2           | -               | -               | -               |
| 2000-2001      | Lazio Rome             | Italie         | A              | 11          | 2           | C1              | 6               | 2               |
| 2001-2002      | Derby County           | Angleterre     | 1              | 31          | 9           | -               | -               | -               |
| 2002-2003      | Derby County           | Angleterre     | 2              | 19          | 5           | -               | -               | -               |
| 2003-2004      | Dundee FC              | Écosse         | 1              | 5           | 0           | -               | -               | -               |
| 2003-2004      | Pérouse Calcio         | Italie         | A              | 15          | 6           | C3              | 1               | 0               |
| 2004-2005      | Pérouse Calcio         | Italie         | B              | 23          | 3           | -               | -               | -               |
| Total carrière | Total carrière         | Total carrière | Total carrière | 520         | 190         |                 | 53              | 23              |

## Palmarès

### En club
- Juventus FC :
  - Champion de  Serie A en 1995.
  - Vainqueur de la Ligue des champions en 1996.
  - Vainqueur de la Coupe de l'UEFA en 1993.
  - Vainqueur de la Coupe d'Italie en 1995.
  - Vainqueur de la Supercoupe d'Italie en 1996.
  - Vice-champion de Serie A en 1994 et 1996.
  - Finaliste de la Coupe de l'UEFA en 1995.
- Middlesbrough FC :
  - Finaliste de la Coupe d'Angleterre en 1997.
  - Finaliste de la Coupe de la Ligue en 1997.
- Olympique de Marseille :
  - Vice-champion de Ligue 1 en 1999.
  - Finaliste de la Coupe de l'UEFA en 1999.
- Lazio Rome :
  - Champion de  Serie A en 2000.
  - Vainqueur de la Coupe d'Italie en 2000.
  - Vainqueur de la Supercoupe d'Italie en 2000.

### Distinctions personnelles
- 2e Meilleur buteur de la Coupe UEFA en 1995
- Meilleur buteur de Perugia en 1987-1988 (23 buts)
- Meilleur buteur de la Reggiana en 1990-1991 (16 buts)
- Meilleur buteur de la Juventus en 1995-1996 (12 buts)
- Meilleur buteur de Middlesbrough en 1996-1997 (16 buts)
- Plus beau but du Championnat de Premier League 2001-2002 avec Derby County
- 12 au classement du Ballon d'or 1995
- 16 au classement du Ballon d'or  1996

### Divers
- Participation à la phase finale de l'Euro 96.
- Sélectionné par Cesare Maldini pour la Coupe du monde 1998 (forfait pour cause de blessure de dernière minute).
- Auteur d'un quintuplé en 1/32e de finale retour de la Coupe UEFA 1995 face au CSKA Sofia.